# Evelyn Künneke
Pour les articles homonymes, voir Künneke (homonymie).
Eva-Susanne Künneke, connue sous le nom d'Evelyn Künneke (née le 15 décembre 1921 à Berlin et morte le 28 avril 2001  dans la même ville) est une chanteuse, danseuse et actrice allemande.
Elle est considérée comme la dernière survivante de la génération Lili Marleen dans le monde du spectacle allemand.

## Biographie
Eva-Susanne Künneke est la fille du roi de l'opérette allemande Eduard Künneke et de son épouse, la chanteuse d'opéra Katarina Garden (de son vrai nom Katarina Krapotkin). Elle prend des cours de ballet chez Victor Gsovsky, des cours de comédie chez Ilka Grüning, Lucie Höflich et Leslie Howard ainsi que des leçons de chant chez Maria Ivogün. À côté de cela, elle posait comme modèle pour photographe. Dans le studio d'Edmont Leslie, elle apprend les claquettes. En 1935, elle obtient son examen au Fleckschen, une école privée à Berlin. Après la fin de ses études, elle devient deuxième danseuse solo de l'Opéra d'État de Berlin s, mais elle est aussi chef de troupe sous le nom de danseuse de claquettes d'Evelyn King dans les cabarets berlinois de variétés. À 17 ans, elle fonde en 1938 avec Horst Matthiesen leur propre studio de danse à Berlin.
En 1939, de telles scènes sont interdites. Désormais, son nom de spectacle est Evelyn Künneke et elle commence une carrière de chanteuse. En plus, elle coopère avec des compositeurs renommés comme Peter Igelhoff et Michael Jary. Elle a son premier grand succès en 1941 avec la chanson Sing, Nachtigall, sing du film Auf Wiedersehn, Franziska dont Wolfgang Borchert a déclaré être sa chanson préférée. Les succès d'Evelyn Künneke comme Haben Sie schon mal im Dunkeln geküßt? n'étaient chanté par aucune autre chanteuse germanophone de son époque car elles ne pouvaient faire la sourde oreille; cette orientation allait vers de la musique politiquement mal vue alors en Allemagne, le swing.
Pour le réconfort moral des troupes allemandes, elle entreprend pendant la Seconde Guerre mondiale de fréquentes tournées. De 1942 à 1944, elle se produit sur le front de l'est et au début de 1944 sur le front de l'ouest. La même année, elle est arrêtée pour cause de défaitisme puis transférée en janvier 1945 à la maison d'arrêt de Berlin-Tegel. Peu avant la fin de la guerre, elle est libérée de nouveau pour chanter avec Charlie and His Orchestra des titres de swing anti-américain qui faisaient de la propagande cachée.
Après la guerre, comme chanteuse, elle a encore des chansons à succès, surtout avec l'orchestre de show de Walter Jenson en 1945 au Crusader Club de
Hambourg. On pouvait entendre entre autres parmi ses Hits, Winke-winke et Allerdings – sprach die Sphinx (avec l'orchestre Wolf Gabbe) et Egon. En 1953, ils partent faire une tournée aux États-Unis. Trois ans plus tard, ils fêtaient leur unique tube dans les Charts allemands qui avaient été créés au début 1955 avec un single : la version germanophone de Hernando's Hideaway d'Evelyn  Künneke atteint la huitième place. En 1958, elle participe aux éliminatoires du Concours de l'Eurovision pour l'Allemagne. Dans les années 1950 et 1960, son étoile pâlissant, plusieurs tentatives pour relancer sa carrière échouent. Au milieu des années 1970, Evelyn Künneke fête sa grande rentrée dans son autre sphère d'activité comme actrice avec les réalisateurs Rainer Werner Fassbinder et Rosa von Praunheim. À cause son âge, elle n'est plus acceptée comme chanteuse par les cafés de la scène locale berlinoise, aussi avec Brigitte Mira et Helen Vita, elle chante dans l'opérette Drei Alte Schachteln. Evelyn Künneke publie sous son propre nom les albums Sensationnell (1975), Evelyn II (1976) et Sing, Evelyn, sing!– Das Beste von Evelyn Künneke (1978).
Evelyn Künneke s'est marié d'abord avec un Anglais, le père de sa fille. Son deuxième époux fut de 1963 à 1972 un diplômé de l'école supérieure de commerce, Reinhard Thomanek. Son troisième mariage, en 1979, le fut avec son manager Dieter Hatje.
Elle meurt en 2001 à l'âge de 79 ans dans sa ville natale de Berlin d'un cancer du poumon. Une plaque commémorative rappelle dans la rue Giesebrechtstraße du quartier de Berlin-Charlottenburg qu'elle vivait dans l'appartement de son père jusqu'à la fin.
Elle repose dans le cimetière Waldfriedhof Heerstrasse à Berlin, à côté de son père.

## Succès musicaux
- 1941 : Dieses Lied hat keinen Text
- 1941 : Sing, Nachtigall, sing
- 1942 : Haben Sie schon mal im Dunkeln geküßt?
- 1942 : Das Karussell
- 1942 : Hokuspokus
- 1946 : Drei kleine Geschichten
- 1946 : Ich freu’ mich schon auf Donnerstag
- 1947 : Es war eine Nacht in Venedig
- 1948 : Bauernrumba
- 1948 : O la la
- 1949 : Der blaue Montag
- 1949 : Oh ja – oh nein
- 1949 : Der schönste Mann vom Rio Grande
- 1949 : Was denkt sich bloß der Pavian?
- 1949 : Kinder, kauft euch einen Sonnenstich
- 1949 : Irgendwo, irgendwann
- 1949 : Das gibt es nur in Texas
- 1949 : Cuanto le gusta
- 1949 : Warum hat das Zebra Streifen?
- 1949 : Barbara, Barbara, komm mit mir nach Afrika
- 1949 : Allerdings – sprach die Sphinx
- 1949 : Schade, gestern warst du süß wie Schokolade
- 1950 : Winke-winke
- 1950 : Oh Juana
- 1950 : Es wär alles nicht so schwer
- 1950 : In Arizona und Arkansas
- 1950 : Ein kleiner Gernegroß
- 1950 : Von acht bis acht
- 1950 : Gehn Sie weg
- 1951 : Hab’n ’se nich ’nen Mann für mich?
- 1951 : Maja-Mambo
- 1951 : Fahr'n Sie nicht zum Nordpol
- 1951 : Tango-Max
- 1952 : Mäckie-Boogie
- 1952 : Ach Herr Kuhn
- 1952 : Hinz-und-Kunz-Boogie
- 1952 : Kleiner Zinnsoldat
- 1953 : Herr Kapellmeister, bitte einen Tango
- 1953 : Egon
- 1954 : Bongo-Boogie
- 1955 : Tick-Tack-Boogie
- 1956 : Hernando’s Hideaway
- 1956 : Boogie im Dreivierteltakt
- 1956 : Sehnsucht (Steamheat)
- 1978 : Das Lied von Hans Albers
- 1978 : Kikilala Hawaii
- 1978 : Ich bin Heinos Walküre

## Filmographie

### Cinéma
- 1941 : L'Heure des adieux (en)
- 1943 : Karneval der Liebe
- 1949 : Märchen vom Glück / Traum vom Glück / Küß’ mich, Casanova
- 1950 : Die Dritte von rechts
- 1951 : Der Fünf-Minuten-Vater
- 1951 : Fräulein Bimbi / Das unmögliche Mädchen
- 1952 : Verlorene Melodie
- 1952 : Tanzende Sterne
- 1954 : Große Starparade (Caméo)
- 1955 : Un vilain petit canard (Ich war ein häßliches Mädchen) de Wolfgang Liebeneiner
- 1958 : Meine Frau macht Musik
- 1968 : Gib mir Liebe
- 1968 : Der Partyphotograph (de)
- 1974 : Rosa von Praunheim zeigt (court métrage)
- 1974 : Meine Sorgen möcht’ ich haben
- 1974 : 1 Berlin-Harlem
- 1975 : Le Droit du plus fort (Faustrecht der Freiheit) de Rainer Werner Fassbinder
- 1975 : Berlinger
- 1978 : Flammende Herzen
- 1978 : C'est mon gigolo
- 1979 : Grandison
- 1979 : Die Hamburger Krankheit
- 1995 : Neurosia – 50 Jahre pervers
- 1996 : Killer Kondom (Kondom des Grauens) de Martin Walz
- 1998 : Hans Eppendorfer: Suche nach Leben
- 2001 : Ausziehn!

### Télévision
- 1971 : Dem Täter auf der Spur – Tod am Steuer (série télévisée)
- 1973 : Axel von Auersperg (téléfilm)
- 1974 : Wie ein Vogel auf dem Draht (show télé)
- 1974 : Monolog eines Stars (série télévisée)
- 1976 : Ich bin ein Antistar (téléfilm)
- 1978 : Neues vom Antistar (show télé)
- 1978 : Heinz Erhardt: Noch ’ne Oper (show télé)
- 1979 : Meine schöne neue Welt (téléfilm)
- 1981 : Ach, die Künneke (show télé)
- 1983 : Hanna von acht bis acht (téléfilm)
- 1995 : L'As des privés (it) – Der kleine Bruder (série télévisée)
- 2000 : Ein lasterhaftes Pärchen (téléfilm)

## Ouvrages
- (de) Mit Federboa und Kittelschürze. Meine zwei Leben. Ullstein, Francfort/Main. 1991,  (ISBN 3-550-06528-0).
- (de) Sing Evelyn sing. Revue eines Lebens. Hoffmann und Campe, Hambourg 1982,  (ISBN 3-455-04028-4) (autobiographie).